# Pileolidae
De Pileolidae zijn een familie van uitgestorven weekdieren uit de klasse van de Gastropoda (slakken).

## Geslachten
- Dauterria Gründel, Keupp & Lang, 2015 †
- Pileopsella Gründel, 2004 †